# Othniel Dossevi
Othniel Dossevi (* 13. Januar 1947 in Lomé) ist ein ehemaliger togoischer Fußballspieler.

## Karriere
Dossevi, Mitglied einer Fußballer-Familie, war der erste afrikanische Spieler bei Paris Saint-Germain und erzielte als Stürmer auch den ersten Treffer im Parc des Princes.
Nach seiner sportlichen Karriere arbeitet er als Gymnasiallehrer für Latein, Griechisch, Französisch und Literatur in Bordeaux.

## Karrierestationen
- Étoile Filante de Lomé
- FC Tours
- AS Clermont-Ferrand
- LB Châteauroux
- 1972–1975: Paris SG
- 1975–1977: Paris FC